# Carmo da Cachoeira
Carmo da Cachoeira é um município brasileiro do estado de Minas Gerais localizado na região geográfica imediata de Três Corações. Sua população recenseada em 2022 era de 11.547 habitantes.

## História
O município foi criado por força do Decreto-lei estadual nº 148, de 17 de dezembro de 1938, e é constituído por dois distritos: o distrito-sede e Palmital do Cervo.

## Religião
A presença dos seguidores de José Hipólito Trigueirinho Netto, mais conhecido por Trigueirinho, líder da Comunidade Espiritual Figueira fundada em 1987 e que se fixou nas áreas urbana e rural, influíram na formação social e econômica da cidade no final do século 20.